# 广西芒毛苣苔
广西芒毛苣苔（学名：Aeschynanthus austroyunnanensis var. guangxiensis）为苦苣苔科芒毛苣苔属下的一个变种。

## 扩展阅读
- 維基物種上的相關：广西芒毛苣苔